# Gram Parsons
Gram Parsons, ursprungligen Ingram Cecil Connor III, född 5 november 1946 i Winter Haven, Florida, död 19 september 1973 i Joshua Tree, Kalifornien, var en amerikansk countrysångare, gitarrist, pianist och låtskrivare. Parsons var aldrig speciellt framgångsrik kommersiellt men har varit betydelsefull som en brygga mellan country- och rockmusik och en inspirationskälla för många musiker inklusive Keith Richards, Elvis Costello och kanske allra mest Emmylou Harris. Dessutom har hans liv och inte minst död bidragit till att göra honom till något av en kultfigur.

## Biografi
Parsons föddes i en förmögen familj. Redan i tidiga år begick hans far självmord och hans mor gifte om sig. Namnet Ingram kortades till Gram och med sin styvfars efternamn blev han Gram Parsons. Tillgången på pengar och att inte behöva bekymra sig om att vara lojal med musikerna han spelade med var sannolikt en orsak till hans kringflackande liv och rastlöshet. 
Gram bildade bandet The International Submarine Band under sin studietid vid Harvard. De flyttade till Kalifornien och spelade in albumet Safe at Home 1968. Skivan innehöll versioner av gamla inspelningar, till exempel Johnny Cashs "I Still Miss Someone", samt några egna kompositioner. Bandet splittrades dock redan efter inspelningen och Parsons gick vidare till The Byrds. Det var tänkt att han skulle ha en tillbakadragen roll men han tog snabbt över bandet och resultatet kan höras på skivan Sweetheart of the Rodeo (1968) som med sitt countrysound inte låter som något The Byrds gjort vare sig före eller efter. När The Byrds skulle turnera i Sydafrika hoppade Gram av, inspirerad av The Rolling Stones motivering att det var moraliskt fel att spela där på grund av apartheidpolitiken.
Parsons nästa projekt var The Flying Burrito Brothers som han startade med Chris Hillman, som även han var medlem i The Byrds. Med dem spelade Parsons in två skivor, The Gilded Palace of Sin (1969) och Burrito Deluxe (1970). De följdes av soloskivorna GP (1973) och Grievous Angel (1974), som skulle bli Parsons sista. På dessa medverkade Elvis Presleys band men den allra viktigaste medmusikern var otvivelaktigt Emmylou Harris, vars rena röst och smakfulla harmonier lyfte sångerna. Höjdpunkter som belyser deras duettkonst är "Love Hurts" och "Return of the Grievous Angel".
I likhet med många andra musiker under samma era missbrukade Gram Parsons alkohol och andra droger och 1973 dog han av en överdos i Joshua Tree, Kalifornien. Enligt ett ömsesidigt löfte stal hans manager Phil Kaufman kistan med hans kropp i och brände den. Även om dagens countryinfluerade rockmusik inte låter som det Gram Parsons spelade, lever han kvar som inspirationskälla och hans musik lever vidare mycket tack vare Emmylou Harris.

## Diskografi
The International Submarine Band
- 1968 – Safe at Home

The Byrds
- 1968 – Sweetheart of the Rodeo

The Flying Burrito Brothers
- 1969 – The Gilded Palace of Sin
- 1970 – Burrito Deluxe

Gram Parsons (soloalbum)
- 1973 – GP
- 1974 – Grievous Angel
- 1982 – Live 1973 (Gram Parsons & The Fallen Angels)

Hyllningsalbum
- 1993 – Conmemorativo: A Tribute to Gram Parsons
- 1999 – Return of the Grievous Angel: A Tribute to Gram Parsons

## Filmer
- 2003 – Grand Theft Parsons